# Cnodalum rugosum
Cnodalum rugosum är en insektsart som först beskrevs av Alexander Fyodorovich Emeljanov 1964.  Cnodalum rugosum ingår i släktet Cnodalum och familjen Dictyopharidae. Inga underarter finns listade i Catalogue of Life.